# Jean Bernard Jauréguiberry
Pour les articles homonymes, voir Jauréguiberry.
Jean-Bernardin Jauréguiberry, dit Bernard Jauréguiberry, né rue Mayou à Bayonne (Basses-Pyrénées) le 26 août 1815 et mort à Paris (16e) le 21 octobre 1887, est un officier de marine et homme politique français. Vice-amiral, il entame une carrière politique et est sénateur et plusieurs fois ministre.

## Carrière dans la Marine
Fils de Bernard Jauréguiberry, corsaire, capitaine de navire et capitaine du port de Bayonne, il est admis à l'École navale de Brest en novembre 1831. Embarqué en 1832 sur une frégate de 60 canons, la Melpomène, il participa au blocus d'Anvers. Après être passé aspirant en 1832, il servit en Afrique Occidentale de 1834 à 1836 sur l’Inconstant, la Bordelaise puis la corvette le Créole, et de 1837 à 1840 au Brésil, où il prit part, sur la Sapho, aux opérations sur le Paraña et l'Uruguay et au blocus de Buenos Aires, et commanda pendant plusieurs mois le cotre la Louise. Il fut promu enseigne de vaisseau en février 1839, et servit alors au Levant de 1840 à 1841 sur l’Embuscade, et dans l'océan Indien de 1841 à 1842 sur l’Andromède. Il passa lieutenant de vaisseau en décembre 1845. Il servit ensuite sur l’Alger et l’Océan de 1846 à 1848, puis sur le Caton en 1849 et le Valmy en 1852. Il commanda, de 1852 à 1854, l'aviso la Chimère au Sénégal et aux Antilles, et, en 1855, la canonnière la Grenade pendant la guerre de Crimée. Sa conduite lors des combats d'Eupatoria et de Kinbourn lui valut d'être nommé capitaine de frégate en décembre 1856. En 1857, il est nommé major de la division des équipages à Toulon.
Pendant l'expédition de Chine, il reçut le commandement de la Gironde, puis de la corvette Primauguet dans l'escadre de Rigault de Genouilly. Pendant la campagne de Cochinchine, il participa à l'attaque des forts de Tourane en 1858, puis à la prise de la citadelle de Saïgon, en février 1859, où il s'illustra lors de la prise des forts de Ki-Hoa avec le lieutenant de vaisseau Henri Rieunier. Passé en avril 1860 au commandement de la Meurthe dans l'escadre de Chine, capitaine de vaisseau en juillet, il commanda le corps de débarquement et mérita trois citations pour sa conduite lors de la prise du camp de Tang-Kou, des forts de Peï-ho et de Pékin (août-octobre 1860). Le protestant austère qu'était Jauréguiberry fut vivement choqué par les scènes de pillage auxquelles il assista à Pékin aussi consigna-t-il tous ses hommes pour les empêcher d'y participer. Quand Rigault de Genouilly repartit vers Da Nang avec le gros de ses forces en avril 1859, il resta commander la citadelle avec une garnison franco-espagnole d'un millier d'hommes. Après une attaque surprise d'une fortification vietnamienne le 21 avril 1859, au cours de laquelle il perdit de nombreux hommes, il resta assiégé dans le fort Sud jusqu'à ce que les assaillants soient défaits à la bataille de Kỳ Hòa le 25 février 1861. Commandant la Meurthe dans l'escadre de Chine, il prit le camp de Tanggu, les forts de Bai He et Pékin, ce qui lui valut trois citations. Il passa capitaine de vaisseau en juillet 1860.
En octobre 1861, il est nommé gouverneur du Sénégal, où il poursuivit la politique d'expansion de Faidherbe, laissant dans le Fouta (nord du Sénégal), le souvenir sinistre de plus de 50 villages brûlés, épisode retenu dans la mémoire collective locale par l'appellation "Douppal borom ndar" ou l'incendie du gouverneur et signant des accords avec des chefs de tribus de Casamance au sud du pays. Émile Pinet-Laprade lui succéda le 13 mai 1863 et il rentra en France pour prendre successivement le commandement des frégates cuirassées la Normandie (1863 à 1865), et la Revanche (1867). Nommé major de la Flotte à Toulon en 1869, puis contre-amiral le 24 mai 1870, il commanda en second l'escadre d'évolution en mer du Nord à bord de la frégate cuirassée l'Héroïne.

## La guerre de 1870
En septembre 1870, il est chargé d'organiser la défense du Cotentin. Puis, lors de l'invasion prussienne et après le siège de Paris, il reçoit le commandement de la 1re division du 16e corps d'armée de la Loire, avec lequel il combat, à la fin novembre 1870, au nord d'Orléans : à Poupry, à Loigny et à Villepion. Sa conduite lui vaut d'être cité à l'ordre de l'armée. Il appartient à la délégation de Tours, où était venu se réfugier le gouvernement. Il se conduit si brillamment à Coulmiers, et à Patay, les 1er et 2 décembre que le gouvernement de la Défense le met à la tête du 16ème corps d'armée (sous les ordres du général Chanzy) le 6 décembre, et le nomme vice-amiral le 9. Pendant la retraite de cette armée vers Laval, il se distingua par sa vigueur et sa ténacité, notamment à la bataille du Mans le 11 janvier 1871. 
Après la guerre, le 8 février 1871, il est élu, le 6e sur 9, représentant des Basses-Pyrénées à l'Assemblée nationale, où il siégea au centre droit, et où il vota les préliminaires de paix et les prières publiques demandées par Cazenove de Pradines. Ayant été nommé préfet maritime à Toulon le 29 mai suivant, il se rend à son poste, où il s'occupe de réorganiser la Flotte. Lors de la promulgation de la loi sur l'incompatibilité des fonctions, il démissionne de l'Assemblée le 4 décembre 1871, plutôt que d'abandonner la carrière militaire. Il est remplacé par Pierre-Charles Chesnelong.

## Carrière politique
Nommé membre du conseil d'amirauté le 13 septembre 1875, il se porte candidat aux élections sénatoriales dans les Basses-Pyrénées, mais il échoue avec 254 voix sur 540 votants. Nommé commandant l'escadre de la Méditerranée le 1er octobre 1876, puis président du conseil des travaux de la marine, il est élu sénateur inamovible  par le Sénat le 27 mai 1879, en remplacement de Léon de Maleville, décédé, avec 168 voix sur 249 votants. 
Il est nommé par deux fois ministre de la Marine et des Colonies :
- du 4 février 1879 au 23 septembre 1880, sous le gouvernement Waddington et sous le premier gouvernement Freycinet
- du 30 janvier 1882 au 29 janvier 1883, sous le second gouvernement Freycinet et sous celui de Duclerc.

Il démissionne de sa fonction ministérielle le 28 janvier 1883 à cause de la position du gouvernement à propos de l'expédition du Tonkin et de la discussion Ballue sur l'expulsion des princes. Redevenu sénateur, il parle contre la loi d'expulsion, fait retrancher le 24 mai 1883 lors de la discussion d'un crédit de 5,5 millions de francs pour le Tonkin, l'article relatif au commissaire civil obligatoire. En décembre, il est rapporteur d'une nouvelle demande de crédit de 20 millions pour le Tonkin. Bien que siégeant à la gauche du sénat, il vote le 22 juin 1886 contre l'expulsion des princes. Étant depuis 1885 le vice-président des forges et chantiers de Méditerranée, c'est lui qui représente la France le 28 octobre 1886 à l'inauguration de la statue de la Liberté. 
Il meurt à Paris en 1887 à l'âge de 72 ans, son culte d'enterrement est célébré au temple réformé de l'Oratoire du Louvre.

## Distinctions et hommages
Grand-croix de la Légion d'honneur (14 janvier 1879)

 Grand officier de la Légion d'honneur (17 novembre 1870)

 Commandeur de la Légion d'honneur (10 août 1861)
Deux bâtiments de la Marine nationale ont porté le nom de Jauréguiberry :
- le Jauréguiberry, un cuirassé d'escadre (1893-1934) ;
- le Jauréguiberry, un escorteur d'escadre (1955-1977) qui servit de cadre principal au film Le Crabe-Tambour, avec Jacques Perrin, Jean Rochefort et Claude Rich.

L'un des 32 bustes de la galerie des bustes du Sénat, réalisé par Aristide Croisy, le représente. 
Le palais omnisports de Toulon, inauguré en 2006, porte le nom de palais des sports Jauréguiberry. Jusqu'en 1954, un boulevard de Hanoï portait son nom. À Toulon encore, une troupe marine d'éclaireurs unionistes de France porta son nom des années 1940 aux années 1970.